# Intercosmos

Emblema de Intercosmos.

El programa científico Intercosmos (Интеркосмос en ruso) fue una iniciativa de la Unión de Repúblicas Socialistas Soviéticas para permitir que otros estados socialistas incursionaran en la carrera espacial. Aunque las más notables fueron las misiones tripuladas al espacio, también fue parte del programa el lanzamiento de varios satélites. Además de los estados socialistas alineados con la Unión Soviética participaron en Intercosmos cosmonautas de otros países, como Francia y la India.
Intercosmos se puso en marcha poco después del lanzamiento de programa Sputnik y tuvo su última actividad en 1988. Fue oficialmente abandonado en 1990, durante el gobierno de Mijaíl Gorbachov, un año antes de la disolución de la Unión Soviética.

## Lista de misiones de Intercosmos
|    | Fecha                    | Cosmonauta 1.º            | Cosmonauta 2.º               | País           | Misión     |
| -- | ------------------------ | ------------------------- | ---------------------------- | -------------- | ---------- |
| 1  | 2 de marzo de 1978       | Vladimír Remek            | Oldrich Pelcak               | Checoslovaquia | Soyuz 28   |
| 2  | 27 de junio de 1978      | Miroslaw Hermaszewski     | Zenon Jankowski              | Polonia        | Soyuz 30   |
| 3  | 26 de agosto de 1978     | Sigmund Jähn              | Eberhard Köllner             | RDA            | Soyuz 31   |
| 4  | 18 de abril de 1979      | Georgi Ivanov             | Aleksandr P. Aleksandrov     | Bulgaria       | Soyuz 33   |
| 5  | 26 de mayo de 1980       | Bertalan Farkas           | Bela Magyari                 | Hungría        | Soyuz 36   |
| 6  | 23 de julio de 1980      | Phạm Tuân                 | Thanh Liem Bui               | Vietnam        | Soyuz 37   |
| 7  | 18 de septiembre de 1980 | Arnaldo Tamayo Méndez     | José López Falcón            | Cuba           | Soyuz 38   |
| 8  | 23 de marzo de 1981      | Zhugderdemidiyn Gurragcha | Maidarzhavyn Ganzorig        | Mongolia       | Soyuz 39   |
| 9  | 14 de mayo de 1981       | Dumitru Prunariu          | Dumitru Dediu                | Rumanía        | Soyuz 40   |
| 10 | 24 de junio de 1982      | Jean-Loup Chrétien        | Patrick Baudry               | Francia        | Soyuz T-6  |
| 11 | 2 de abril de 1984       | Rakesh Sharma             | Ravish Malhotra              | India          | Soyuz T-11 |
| 12 | 22 de julio de 1987      | Muhammed Ahmed Faris      | Munir Habib Habib            | Siria          | Soyuz TM-3 |
| 13 | 6 de julio de 1988       | Aleksandr Aleksándrov     | Krasimir Stoyanov            | Bulgaria       | Soyuz TM-5 |
| 14 | 29 de agosto de 1988     | Abdul Ahad Mohmand        | Mohammad Dauran Ghulam Masum | Afganistán     | Soyuz TM-6 |
| 15 | 26 de noviembre de 1988  | Jean-Loup Chrétien        | Michel Tognini               | Francia        | Soyuz TM-7 |

- Datos: Q828585
- Multimedia: Interkosmos / Q828585